# スーパー8mmフィルム

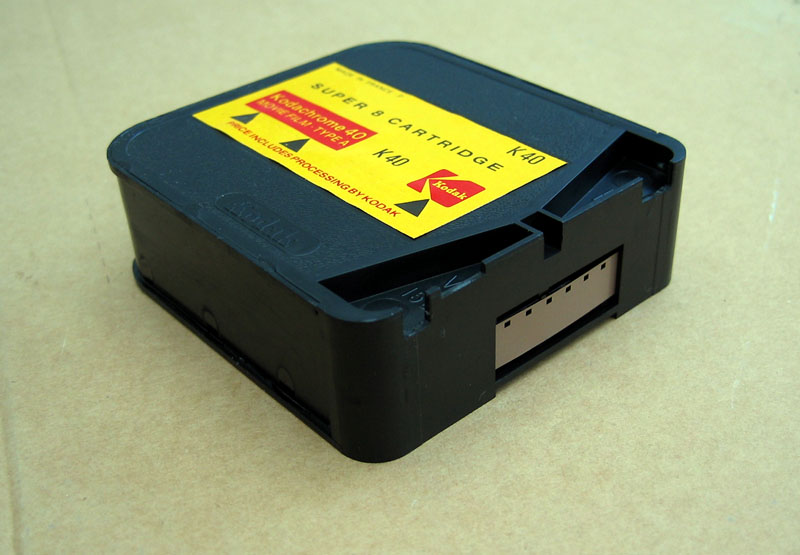
Kodachrome 40 KMA464P Super 8 Cartridge

スーパー8mｍフィルム（英語: Super 8 mm film）は、1965年（昭和40年）に発表された個人映画向けのムービーフィルムの規格である。コダックが開発した。規格の名称はスーパー8（スーパーエイト、英語: Super 8）。

## 略歴・概要
1932年（昭和7年）に発表されたダブル8（スタンダード8mmフィルム、16mmフィルムを使用）の改良版として発売された。ダブル8との相違点はパーフォレーションを小さくし、その分、画像面積を約1.5倍に拡大、また16コマ/毎秒が標準であったフィルム走行速度を18コマ/毎秒と早めた。さらに高級機種においては24コマ/毎秒という商業映画と同じ滑らかな動きの撮影・映写を可能とした。カートリッジ形式を採用しており、内部にプレッシャープレートを内蔵しているため、ダブル8のようにゲートにフィルムを通す手間がなくなった。また日中でもフィルムのカブリや感光をおそれることなく、カメラにフィルムを装填できるようになり、カートリッジの切り込みによってフィルム感度の設定を自動にすることができた。
しかし、フィルムの走行に一軸構造が採用されているために、フィルムの巻き戻しが不可能になってしまい、オーバーラップなどの特殊効果ができなくなってしまったが、のちにカメラメーカーの努力によって一部制限があるものの巻き戻しを可能にした。音声を記録するための磁気ストライプの位置を送り穴の反対側に規定し、1970年代中頃から音声も記録できる「サウンドカメラ」が市場に登場した。

## フィルム
スーパー8のカラーフィルムには基本的にタングステンタイプのフィルムしかないが、カメラに内蔵されたフィルターによって太陽光下でも撮影できる。
コダック社製コダクロームフィルムの発色のよさから根強い人気があったが、同フィルムは2006年（平成18年）に生産終了となり、次に発売された「エクタクローム64T」も2010年（平成22年）に生産終了となり、代わりに同年、「エクタクローム100D」が発売となったが、2012年（平成24年）12月をもって生産終了となった。以後は在庫限りの販売となっている。
2018年、「エクタクローム100D」が再発売されている。
他にトライX（白黒フィルム）やビジョン3やPro8（ネガフィルム）なども発売されている。海外ではアマチュアやプロの間で多く使われている。
日本では、2013年現在、エクタクローム100D等のカラーリバーサルフィルムのみ日本国内で現像することが可能である。現像は墨田区にあるレトロエンタープライズ（レトロ通販）が自社現像を行なう。また主なカメラ店などを通してもコダック社製スーパー8フィルムの現像依頼は可能である。

### 現行製品
コダック、レトロエンタープライズ、スペクトラ、ヴィットナー、プロ8、カールなど、2011年（平成23年）現在製造販売を行なっているスーパー8のフィルムのおもな一覧である。
- コダック VISION3 200T カラーネガティブ フィルム 7213 （カラーネガティヴフィルム、サイレント）
- コダック VISION3 500T カラーネガティブ フィルム 7219 （カラーネガティヴフィルム、サイレント）
- コダック トライ-X 白黒リバーサル フィルム 7266 （白黒リヴァーサルフィルム、サイレント）
- プロビー100D スーパー8 （カラーリヴァーサルフィルム、デイライトタイプ、ASA50） - 原反プロビア100（シングル8版あり）[1]
- ヴィットナークローム 100D （カラーリヴァーサルフィルム、デイライトタイプ、ASA100） - 原反エクタクローム100デーライトフィルム
- ヴィットナークローム V50D （カラーリヴァーサルフィルム、デイライトタイプ、ASA50） - 原反ベルビア50[2]
- ヴィットナークローム F64T （カラーリヴァーサルフィルム、タングステンタイプ、ASA64） - 原反フジクロームT64
- ヴィットナー B&W 54 （黒白リバーサルフィルム、ISO200） - 原反ORWO UN54
- クォーツクローム （白黒リヴァーサルフィルム、サイレント、ASA50） - ロシア製（ロシア語: Кварц Хром）
- プロ8/01 - ASA 50 Daylight Negative （デイライトタイプ、ASA50） - 原反コダック VISION2 50D 5201/7201[3]
- プロ8/05 - ASA 250 Daylight Negative （カラーネガティヴフィルム、デイライトタイプ、ASA250） - 原反コダック VISION2 5205
- プロ8/12 - ASA 100 Tungsten Negative （カラーネガティヴフィルム、タングステンタイプ、ASA100） - 原反コダック VISION2 5212
- プロ8/22 - ASA 64 Daylight Negative （カラーネガティヴフィルム、デイライトタイプ、ASA64） - 原反フジスーパーF64D
- プロ8/63 - ASA 250 Daylight Negative （カラーネガティヴフィルム、デイライトタイプ、ASA250） - 原反フジエテルナ250D
- プロ8/92 - ASA 500 Daylight Negative （カラーネガティヴフィルム、デイライトタイプ、ASA500） - 原反フジレアラ500D
- プロ8/43 - ASA 160 Tungsten Negative （カラーネガティヴフィルム、タングステンタイプ、ASA160） - 原反フジエテルナヴィヴィッド160
- プロ8/53 - ASA 250 Tungsten Negative （カラーネガティヴフィルム、タングステンタイプ、ASA250） - 原反フジエテルナ250T
- プロ8/73 - ASA 500 Tungsten Negative （カラーネガティヴフィルム、タングステンタイプ、ASA500） - 原反フジエテルナ500T
- カールNP27 （黒白ネガティブフィルム）[4]
- カールNP 21 （黒白ネガティブフィルム）
- カールUP24 （黒白リヴァーサルフィルム）
- カールドクメント12 （黒白リヴァーサルフィルム）
- カールUT 18 （カラーリヴァーサルフィルム、デイライトタイプ、ISO50）[5]
- カールUT 21 （カラーリヴァーサルフィルム、デイライトタイプ、ISO100）